# The Wedding Ringer
The Wedding Ringer is een filmkomedie in een regie van Jeremy Garelick uit 2015. Hoofdrollen worden gespeeld door Kevin Hart, Josh Gad en Kaley Cuoco. De film werd geproduceerd door Adam Fields, Will Packer Productions en Miramax Films en wordt verdeeld door Screen Gems. De film werd door critici slecht onthaald.

## Verhaal
Doug Harris en zijn verloofde Gretchen Palmer staan op het punt om te trouwen. Omdat Doug geen geschikte getuige vindt, doet hij, op aanraden van ceremoniemeester Edmundo, beroep op Jimmy Callahan. Jimmy is "professioneel getuige" van beroep. Jimmy gaat akkoord voor 50 000 Amerikaanse dollar, maar omdat er zeven bruidsmeisjes zijn, moeten hij en zijn assistente Doris ook op zoek gaan naar zes bijkomende bruidsjonkers.  Deze zeven bruidsjonkers moeten doorgaan als de beste vrienden van Doug. Daarom vraagt Jimmy zijn drie beste vrienden om mee te doen: de ontsnapte crimineel Fitzgibbons die toestemt omdat er zeven bruidsmeisjes zijn, Lurch omdat hij dan een dag verlost is van zijn bemoeizuchtige vrouw en Reggie omdat er eten tijdens het feest wordt geserveerd. Zij gaan verder op zoek naar vier mannen: de sexy stotterende Kip, Endo die drie testikels heeft, Bronstein die zijn schouder uit de kom kan halen en Otis die achterwaarts kan praten.
Tijdens een brunch met de familie, dient grootmoeder naar het ziekenhuis gebracht te worden nadat Jimmy, in de rol van een legerpriester, haar per ongeluk in brand zette. Daar maakt Jimmy schoonvader Ed wijs dat hij en Doug vroeger rugby speelden. Ed nodigt hen daarom uit voor een vriendschappelijke wedstrijd met de ex-ploeg van zijn middelbare school.
Doug ontmoet de bruidsjonkers die van Doris een valse identiteit hebben gekregen. Daarbij heeft ze zich gebaseerd op bekende sportfiguren: Plunkett, Rambis, Garvey, Alzado, Drysdale, Carew en Dickerson. Jimmy's valse naam is Bic Mitchum, ter plekke verzonnen naar artikelen uit het keukenkastje door Doug. Er worden van Doug en de bruidsjonkers vervalste foto's genomen waarop ze zogezegd skydiven, snorkelen, deelnemen aan een marathon en een berg beklimmen.
Doug vertelt aan Jimmy dat hij geen vrienden heeft. Zijn vader was een beroemde advocaat gespecialiseerd in belastingen. Hij werkte internationaal waardoor het gezin regelmatig verhuisde. Nadat zijn vader en moeder stierven, nam Doug de zaak over waardoor hij op latere leeftijd ook geen tijd had om vrienden te maken.
De bruidsjonkers ontvoeren Doug om zijn vrijgezellenfeest te vieren. Ze trachten hem te koppelen aan Nadia, maar hij weigert. Tijdens een uit de hand gelopen grap, waarbij Doug zijn genitaliën met pindakaas worden ingesmeerd en afgelekt worden door een hond, moet hij afgevoerd worden naar het ziekenhuis. Daar neemt Nadia afscheid van Doug met de melding dat ze hem beter wil leren kennen.
Op de dag van het huwelijk daagt de priester niet op en is Jimmy genoodzaakt zijn rol als priester Bic te hernemen. Wanneer hij Gretchen voor de ceremonie zijn wensen overbrengt, biecht zij op dat ze niet van Doug houdt en enkel trouwt omwille van de luxueuze levensstijl die ze kan aannemen. Dit wordt overhoord door Doug.
Na het huwelijk geeft Bic nog een toespraak. Deze wordt onderbroken door Doug: hij verklaart dat het huwelijk onwettig is omdat de priester vals is. Ook geeft hij toe dat zijn acht zogezegde vrienden ingehuurd zijn. Doug betaalt Jimmy het afgesproken bedrag en beiden komen tot de vaststelling dat ze ondertussen goed bevriend zijn geraakt.
Jimmy herboekt de huwelijksreis naar Tahiti en gaat met Doug, Doris, Nadia, Edmundo en de zeven andere bruidsjonkers op reis. Daar start Doug een relatie met Nadia.

## Cast
| Acteur              | Personage                  |
| ------------------- | -------------------------- |
| Kevin Hart          | Jimmy Callahan/Bic Mitchum |
| Josh Gad            | Doug Harris                |
| Kaley Cuoco         | Gretchen Palmer            |
| Alan Ritchson       | Kip/Carew                  |
| Cloris Leachman     | Grandma                    |
| Mimi Rogers         | Lois Palmer                |
| Ken Howard          | Ed Palmer                  |
| Affion Crockett     | Reggie/Drysdale            |
| Jenifer Lewis       | Doris Jenkins              |
| Olivia Thirlby      | Allison Palmer             |
| Justine Ezarik      | Stuart's vrouw Pam         |
| Jorge Garcia        | Lurch/Garvey               |
| Josh Peck           | Bad Best Man               |
| Joe Namath          | cameo                      |
| John Riggins        | cameo                      |
| Ed "Too Tall" Jones | cameo                      |
| Aaron Takahashi     | Endo/Rambis                |
| Dan Gill            | Bornstein/Dickerson        |
| Corey Holcomb       | Otis/Alzado                |
| Glozell Green       | reiziger                   |
| Tristin Mays        | bruidsmeisje               |
| Colin Kane          | Fitzgibbons/Plunkett       |
| Ignacio Serricchio  | Edmundo                    |
| Nicky Whelan        | Nadia                      |
| Whitney Cummings    | Holly Munk                 |
| Jeff Ross           | huwelijkszanger            |
| Nikki Leigh         | 15-jarige                  |
| Lisa Donovan        | stewardess                 |

## Productie
Het eerste script van de film dateert uit 2002 en noemde The Golden Tux. Die film zou geproduceerd worden door Todd Phillps. Omdat het script steeds werd aangepast en een finale versie uitbleef, verlieten veel acteurs het project. In 2013 kwamen Screen Gems en Miramax tot een overeenkomst om de film samen te maken.  De titel werd aangepast naar The Wedding Ringer.
De film zou zich afspelen in Chicago, maar nadat de producers van de staat Californië een belastingvoordeel kregen van 2.8 miljoen Amerikaanse dollar werd beslist om de locatie te wijzigen naar Los Angeles.

### Prijzen en nominaties
| Prijs                        | Categorie                    | Genomineerde | Resultaat   |
| ---------------------------- | ---------------------------- | ------------ | ----------- |
| Golden Raspberry Awards 2015 | Slechtste mannelijke bijrol  | Josh Gad     | Genomineerd |
| Golden Raspberry Awards 2015 | Slechtste vrouwelijke bijrol | Kaley Cuoco  | Gewonnen    |